# Ghana i olympiska sommarspelen 2004
Ghana i olympiska sommarspelen 2004 bestod av idrottare som blivit uttagna av Ghanas olympiska kommitté.

## Fotboll
Herrar
| Nr          | Namn                    | Födelsedatum | Ålder     | Matcher   | Mål       | 10px      | 10px      | 10px      |
| Målvakter   | Målvakter               | Målvakter    | Målvakter | Målvakter | Målvakter | Målvakter | Målvakter | Målvakter |
| ----------- | ----------------------- | ------------ | --------- | --------- | --------- | --------- | --------- | --------- |
| 1           | George Owu              | 17.06.1982   | 22        | 3         | 0         | 0         | 0         | 0         |
| 18          | Mohammed Alhassan       | 09.01.1984   | 20        | 0         | 0         | 0         | 0         | 0         |
| Försvarare  |                         |              |           |           |           |           |           |           |
| 6           | Emmanuel Pappoe         | 03.03.1981   | 23        | 3         | 1         | 1         | 0         | 0         |
| 14          | John Paintsil           | 15.06.1981   | 23        | 1         | 0         | 1         | 0         | 0         |
| 4           | Emmanuel Osei           | 23.05.1982   | 22        | 3         | 0         | 0         | 0         | 0         |
| 5           | John Mensah             | 29.11.1982   | 22        | 2         | 0         | 2         | 0         | 0         |
| 15          | Daniel Coleman          | 01.01.1984   | 20        | 3         | 0         | 1         | 0         | 0         |
| 11          | Patrick Villars         | 21.05.1984   | 20        | 1         | 0         | 0         | 0         | 0         |
| Mittfältare |                         |              |           |           |           |           |           |           |
| 10          | Stephen Appiah          | 24.12.1980   | 23        | 3         | 2         | 1         | 0         | 0         |
| 8           | Charles Asampong Taylor | 17.06.1981   | 23        | 3         | 0         | 0         | 0         | 0         |
| 7           | Abubakari Yahuza        | 08.08.1983   | 21        | 0         | 0         | 0         | 0         | 0         |
| 17          | Yussif Chibsah          | 30.12.1983   | 20        | 3         | 0         | 2         | 0         | 0         |
| 2           | Nasir Lamine            | 07.02.1985   | 19        | 1         | 0         | 0         | 0         | 0         |
| Anfallare   |                         |              |           |           |           |           |           |           |
| 16          | William Kwabena Tiero   | 03.12.1980   | 23        | 3         | 1         | 0         | 0         | 0         |
| 3           | Baffour Gyan            | 02.07.1980   | 24        | 3         | 0         | 0         | 0         | 0         |
| 13          | Razak Pimpong           | 30.12.1982   | 21        | 3         | 0         | 0         | 0         | 0         |
| 9           | Kwadwo Poku             | 05.05.1985   | 19        | 3         | 0         | 0         | 0         | 0         |
| 12          | Asamoah Gyan            | 22.11.1985   | 19        | 3         | 0         | 1         | 0         | 0         |
| Coach       |                         |              |           |           |           |           |           |           |
|             | Mariano Barreto         | 13.02.1957   | 46        |           |           |           |           |           |

Gruppspel
| Lag      | Pld | W | D | L | GF | GA | GD | Pts |
| -------- | --- | - | - | - | -- | -- | -- | --- |
| Paraguay | 3   | 2 | 0 | 1 | 6  | 5  | +1 | 6   |
| Italien  | 3   | 1 | 1 | 1 | 5  | 5  | 0  | 4   |
| Ghana    | 3   | 1 | 1 | 1 | 4  | 4  | 0  | 4   |
| Japan    | 3   | 1 | 0 | 2 | 6  | 7  | −1 | 3   |

|       | 12 augusti 2004 | Ghana | 2 – 2   | Italien | Panthessaliko Stadium, Volos                       |                                                    |
| 20:30 | 20:30           |       | Rapport |         | Publik: 7 012 Domare: Horacio Elizondo (Argentina) | Publik: 7 012 Domare: Horacio Elizondo (Argentina) |
| 20:30 | 20:30           |       |         |         | Publik: 7 012 Domare: Horacio Elizondo (Argentina) | Publik: 7 012 Domare: Horacio Elizondo (Argentina) |
| 20:30 | 20:30           |       |         |         | Publik: 7 012 Domare: Horacio Elizondo (Argentina) | Publik: 7 012 Domare: Horacio Elizondo (Argentina) |

|       | 15 augusti 2004 | Paraguay | 1 – 2   | Ghana | Kaftanzoglio Stadium, Thessaloniki              |                                                 |
| 20:30 | 20:30           |          | Rapport |       | Publik: 1 119 Domare: Benito Archundia (Mexiko) | Publik: 1 119 Domare: Benito Archundia (Mexiko) |
| 20:30 | 20:30           |          |         |       | Publik: 1 119 Domare: Benito Archundia (Mexiko) | Publik: 1 119 Domare: Benito Archundia (Mexiko) |
| 20:30 | 20:30           |          |         |       | Publik: 1 119 Domare: Benito Archundia (Mexiko) | Publik: 1 119 Domare: Benito Archundia (Mexiko) |

|       | 18 augusti 2004 | Japan | 1 – 0   | Ghana | Panthessaliko Stadium, Volos                    |                                                 |
| 20:30 | 20:30           |       | Rapport |       | Publik: 6 813 Domare: Kyros Vassaras (Grekland) | Publik: 6 813 Domare: Kyros Vassaras (Grekland) |
| 20:30 | 20:30           |       |         |       | Publik: 6 813 Domare: Kyros Vassaras (Grekland) | Publik: 6 813 Domare: Kyros Vassaras (Grekland) |
| 20:30 | 20:30           |       |         |       | Publik: 6 813 Domare: Kyros Vassaras (Grekland) | Publik: 6 813 Domare: Kyros Vassaras (Grekland) |

## Friidrott
Herrar
Bana, maraton och gång
| Idrottare                                                     | Gren          | Heat     | Heat      | Kvartsfinal      | Kvartsfinal      | Semifinal        | Semifinal        | Final            | Final            |
| Idrottare                                                     | Gren          | Resultat | Placering | Resultat         | Placering        | Resultat         | Placering        | Resultat         | Placering        |
| ------------------------------------------------------------- | ------------- | -------- | --------- | ---------------- | ---------------- | ---------------- | ---------------- | ---------------- | ---------------- |
| Leonard Myles-Mills                                           | 100 meter     | 10.21    | 3 Q       | 10.18            | 3 Q              | 10.22            | 6                | Gick inte vidare | Gick inte vidare |
| Eric Nkansah                                                  | 100 meter     | 10.54    | 6         | Gick inte vidare | Gick inte vidare | Gick inte vidare | Gick inte vidare | Gick inte vidare | Gick inte vidare |
| Aziz Zakari                                                   | 100 meter     | 10.19    | 2 Q       | 10.02            | 1 Q              | 10.11            | 3 Q              | DNF              | x                |
| Christian Nsiah                                               | 200 meter     | 21.06    | 6         | Gick inte vidare | Gick inte vidare | Gick inte vidare | Gick inte vidare | Gick inte vidare | Gick inte vidare |
| Christian Nsiah Tanko Braimah Aziz Zakari Leonard Myles-Mills | 4 x 100 meter | 38.88    | 6         | i.u.             | i.u.             | i.u.             | i.u.             | Gick inte vidare | Gick inte vidare |

Fältgrenar och tiokamp
| Idrottare        | Gren      | Kval     | Kval      | Final            | Final            |
| Idrottare        | Gren      | Resultat | Placering | Resultat         | Placering        |
| ---------------- | --------- | -------- | --------- | ---------------- | ---------------- |
| Ignisious Gaisah | Längdhopp | 8.05     | 12 q      | 8.24             | 6                |
| Andrew Owusu     | Tresteg   | 16.64    | 19        | Gick inte vidare | Gick inte vidare |

Damer
Bana, maraton och gång
| Idrottare     | Gren      | Heat     | Heat      | Kvartsfinal | Kvartsfinal | Semifinal        | Semifinal        | Final            | Final            |
| Idrottare     | Gren      | Resultat | Placering | Resultat    | Placering   | Resultat         | Placering        | Resultat         | Placering        |
| ------------- | --------- | -------- | --------- | ----------- | ----------- | ---------------- | ---------------- | ---------------- | ---------------- |
| Vida Anim     | 100 meter | 11.14    | 1 Q       | DNF         | x           | Gick inte vidare | Gick inte vidare | Gick inte vidare | Gick inte vidare |
| Akosua Serwaa | 800 meter | 2:03.96  | 5         | i.u.        | i.u.        | Gick inte vidare | Gick inte vidare | Gick inte vidare | Gick inte vidare |

Kombinerade grenar – Sjukamp
| Idrottare        | Gren     | 100H  | HJ   | SP    | 200 m | LJ   | JT    | 800 m   | Final | Placering |
| ---------------- | -------- | ----- | ---- | ----- | ----- | ---- | ----- | ------- | ----- | --------- |
| Margaret Simpson | Resultat | 13.56 | 1.79 | 12.41 | 24.62 | 6.02 | 53.32 | 2:17.72 | 6253  | 9         |
| Margaret Simpson | Poäng    | 1041  | 966  | 688   | 922   | 856  | 925   | 856     | 6253  | 9         |